# Deception Pass
Deception Pass ist eine Meerenge im Nordwesten des US-Bundesstaates Washington, die Whidbey Island von Fidalgo Island trennt. Sie verbindet die zum Puget Sound gehörende Skagit Bay mit der Juan-de-Fuca-Straße.

## Geschichte
Die ersten Europäer, die diese Passage durchfuhren, bildeten am 1. Juni 1792 eine Gruppe von Seeleuten unter Joseph Whidbey. Sie gehörten zur Vancouver-Expedition, und George Vancouver gab der Passage den Namen „deception“, auf Deutsch „Täuschung“, weil es zuvor so ausgesehen hat, dass es sich bei der Meerenge um eine schmale Bucht anstelle einer Durchfahrt handelte. Durch die Entdeckung wurde aus der vermeintlichen Halbinsel Whidbey Island.
Innerhalb dieser Meerenge liegt gleich östlich der Deception Pass Bridge die kleine Ben Ure Island, die beim Schmuggel von chinesischen Einwanderern eine Rolle spielte. Ure und sein Partner Lawrence „Pirate“ Kelly waren recht erfolgreich in diesem Geschäft und spielten mit dem United States Customs Department jahrelang Katz’ und Maus. Ure hatte seinen eigenen Stützpunkt am Deception. Die örtlichen Überlieferungen berichten, dass Ures indianische Frau auf der von der offenen See aus sichtbaren Strawberry Island kampierte und Ure mit einem Feuer signalisierte, ob die Luft rein war und ihr Mann die illegale Fracht gefahrlos einbringen konnte. Während des Transportes packte Ure die chinesischen Einwanderer in Säcke aus Hessian, derer er sich entledigte, wenn sich der Zoll näherte. Er warf sie kurzerhand über Bord, und die Strömungen der Gezeiten schwemmten später die Leichen der Einwanderer nördlich und westlich der Passage am Ufer von San Juan Island an, und viele davon endeten in einer Bucht, die als Dead Man’s Bay bekannt war.
Zwischen 1910 und 1924 war am Deception Pass ein Steinbruch in Betrieb, der eine Außenstelle des Staatsgefängnisses von Walla Walla war. Auf der Seite von Fidalgo Island standen Baracken für etwa 40 Häftlinge, die für unterschiedliche Verbrechen, einschließlich Mord, verurteilt worden waren. Der gehauene Stein wurde auf Kähne verladen und nach Seattle befördert. Das Lager wurde 1924 aufgelöst, aber die Reste des Steinbruchs sind noch sichtbar. Allerdings ist der Ort gefährlich. Während der Jahre haben sich zahlreiche schwere Unfälle ereignet, weil Besucher an den steilen Klippen den Halt verloren.
Im Juli 1935 wurde die Deception Pass Bridge zwischen Whidbey Island und Fidalgo Island fertiggestellt. Diese führt über Pass Island, eine kleine, in der Passage liegende Insel. Vor der Fertigstellung der Brücke mussten Reisende und Händler eine Fähre benutzen, um zwischen Fidalgo Island und Whidby Island zu pendeln.

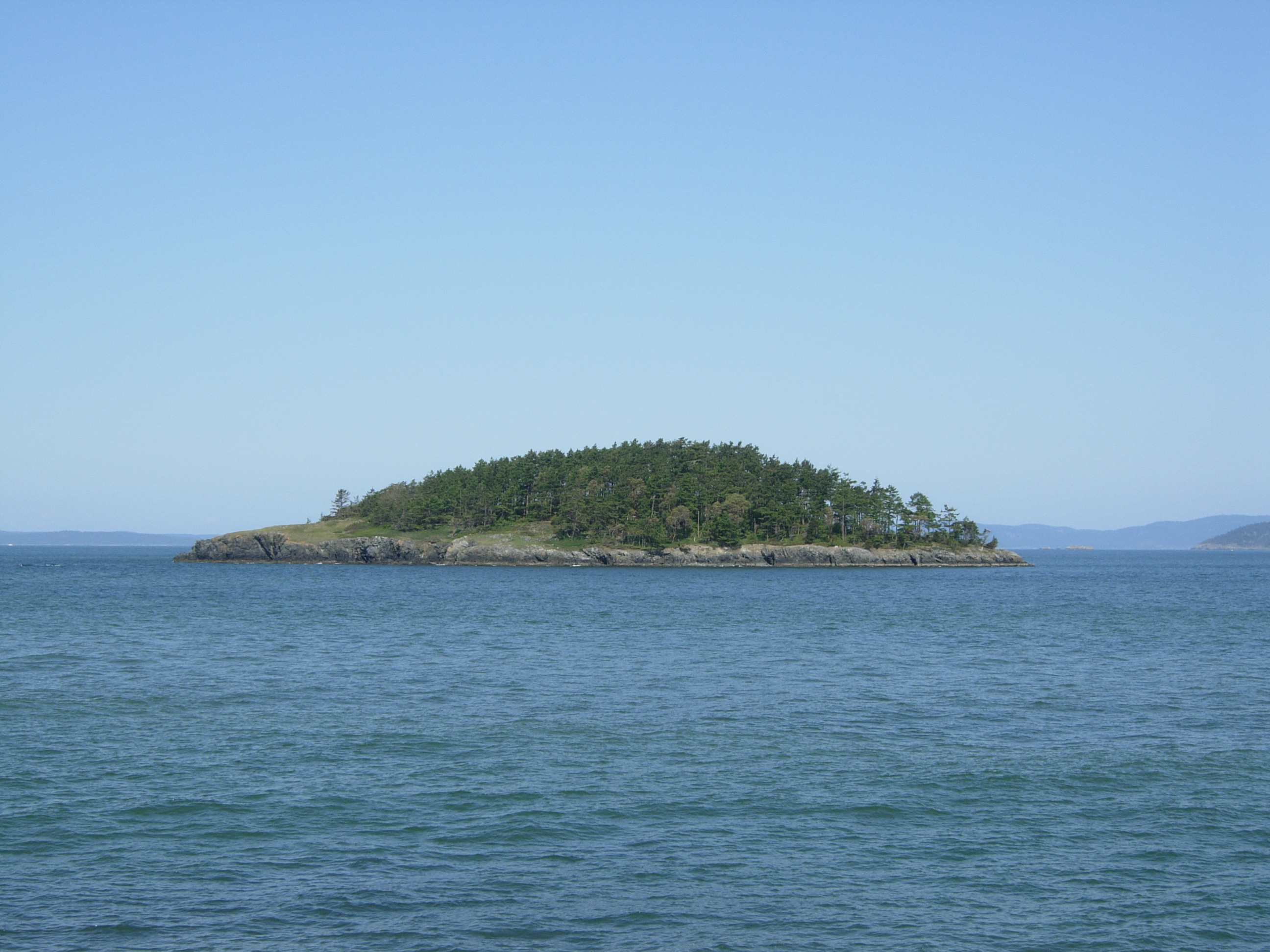
Deception Island liegt westlich vor der Meerenge.

Deception Pass liegt heute innerhalb des Deception Pass State Parks, der mit über zwei Millionen Besuchern jährlich der am meisten besuchte Staatspark in Washington ist. Der Park wurde in den 1930er Jahren gegründet, und die Straßen, Wanderwege und Gebäude des Parks wurden durch das Civilian Conservation Corps erbaut. Deception Pass ist vor allem ein Ziel für Kajakfahrer und Bootstouristen.

## Deception Pass in der Kultur
Der Horrorfilm Ring wurde teilweise in der Umgebung der Meerenge gedreht.
Die aus Seattle kommende Grunge-Band Mudhoney benannte auf ihrer 1993 erschienenen EP Five Dollar Bob’s Mock Cooter Stew einen Song mit dem Titel Deception Pass.

## Einzelnachweise

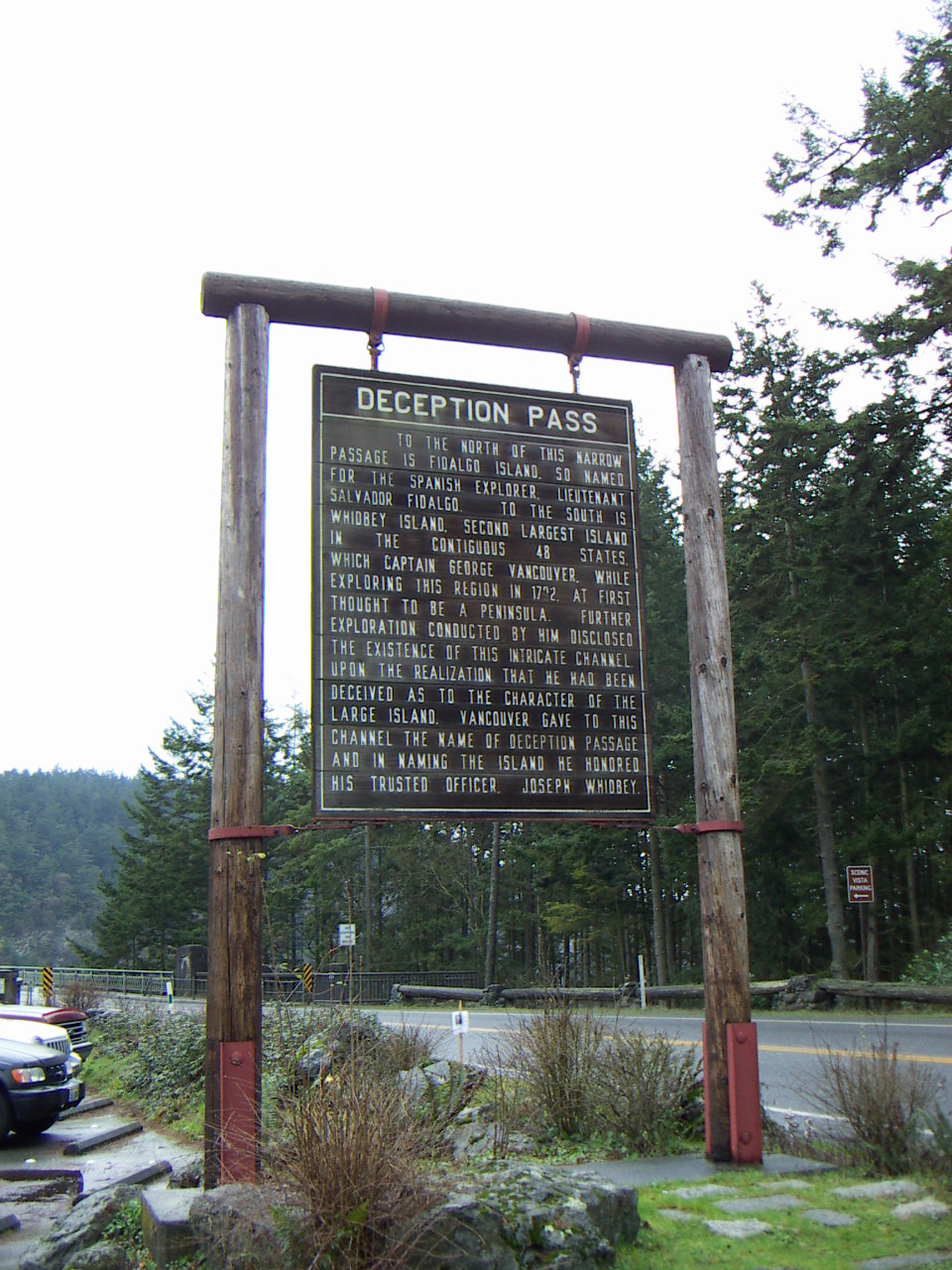
Touristische Hinweistafel